# Новоселье (Жуковский район)
Новоселье — деревня в Жуковском районе Брянской области, в составе Заборско-Никольского сельского поселения. 
 Расположена в 4 км к северо-западу от деревни Никольская Слобода, в 5 км к юго-востоку от деревни Пеклино. Население — 38 человек (2010).

## История
Упоминается со второй половины XIX века; входила в приход села Рябчичи. До 1924 в Салынской волости Брянского (с 1921 — Бежицкого) уезда, позднее в Жуковской волости, Жуковском районе (с 1929).
До 1958 года являлась центром Новосельского сельсовета; в 1958—1991 в Летошницком сельсовете, с 1991 — в Заборско-Никольском. В 1964 году к деревне присоединена деревня Монаховка.
| Годы      | 1926 | 1979 | 1989 | 2002 | 2010 |
| --------- | ---- | ---- | ---- | ---- | ---- |
| Население | 290  | 113  | 45   | 36   | 38   |